# Jiřina Švorcová
Jiřina Švorcová (Hradec Králové, 25 de maig de 1928 – Praga, 8 d'agost de 2011) va ser una actriu i activista procomunista txeca. La seva carrera d'actriu va durar més de quaranta anys, però es va retirar en gran part després de la Revolució de Vellut de 1989 i es va dedicar a defensar el partit comunista.
Švorcová va treballar a la televisió, el teatre i el cinema durant la República Socialista Txecoslovaca. Va passar més de quaranta anys al Teatre Vinohrady de Praga. El seu treball més conegut va ser la participació, durant la dècada de 1970, en la sèrie de televisió txecoslovaca, Žena za pultem (La dona darrere del taulell).

Švorcová va estar compromesa en la defensa del comunisme i era partidària de l'antic govern comunista de Txecoslovàquia. El 1976, va ser nomenada líder del Partit Comunista de Txecoslovàquia. Va condemnar obertament els signants de la Carta 77, entre els quals hi havia Pavel Kohout i Václav Havel, com a «traïdors» al comunisme i al país. El desembre de 2010, en una entrevista amb un periodista de la ràdio txeca va reiterar la seva desaprovació de la Carta 77:
| «                 | Crec que està malament, quan algú s'assabenta que no van poder fer front a la idea que van ajudar a produir. N'hi havia molts, com Pavel Kohout, que també creien en la idea, però després no van poder fer-hi front i així la van abandonar. Crec que això està malament. | » |
| — Jiřina Švorcová | |   |

 Švorcová va descriure obertament la seva sorpresa per la violència infligida als manifestants durant la Primavera de Praga i la posterior invasió, però va dir que mai no podria unir-se a les protestes dient: 
| «                 | Va ser terrible, un cop molt fort per a tothom. Però quan la gent va començar a atacar la Unió Soviètica, dient-los feixistes, etc., jo no vaig poder fer-ho. | » |
| — Jiřina Švorcová | |   |

A causa de la seva posició política, partidària del comunisme, i la seva acceptació del neo-estalinisme que va establir-se al país després de la invasió soviètica, els seus companys actors del Teatre Vinohrady, que van donar suport a la Revolució de Vellut, ja no van donar suport al seu treball en el teatre després de la dissolució de Txecoslovàquia. Ja no va rebre més ofertes de treball, ni per al teatre ni per actuar en sèries de televisió o pel·lícules de cinema.
Jiřina Švorcová es va retirar dels escenaris després de 1989. Durant la resta de la seva vida va seguir sent activista en favor del comunisme i partidària de l'antic govern txecoslovac. Va morir a Praga el 8 d'agost de 2011, a l'edat de vuitanta-tres anys, després d'estar ingressada en un hospital per a malalts de llarga durada on, des del mes de maig van mantenir-la en coma induït fins que les funcions vitals del seu cos van anar fallant. i va mantenir-se fidel al comunisme fins al final.
Va estar casada amb el director d'orquestra i compositor Jindrich Rohan (1919-1978).